# Approximation de fonction
 (août 2015).
Si vous disposez d'ouvrages ou d'articles de référence ou si vous connaissez des sites web de qualité traitant du thème abordé ici, merci de compléter l'article en donnant les références utiles à sa vérifiabilité et en les liant à la section « Notes et références ».
L'approximation de fonction concerne toutes les méthodes permettant d'approcher une fonction mathématique par une suite de fonctions qui convergent dans un certain espace fonctionnel. Bien que puisant généralement ses résultats dans l'analyse et l'analyse fonctionnelle, la théorie de l'approximation couvre en fait de nombreux domaines, comme l'analyse numérique, la théorie des équations aux dérivées partielles, les fonctions rationnelles, l'analyse complexe, la théorie du contrôle, théorie des processus stochastique, etc.

## Cas particuliers
On peut distinguer deux cas :
- la fonction est connue, mais on cherche à la remplacer par une fonction plus simple, plus régulière, ou ayant de meilleures propriétés. Cela par exemple en vue de calculer numériquement des intégrales, mais aussi pour démontrer de nombreux résultats en raisonnant tout d'abord sur des fonctions régulières, puis en passant à la limite.
- la fonction n'est pas connue explicitement, mais est donnée comme la solution d'une équation différentielle ou d'une équation aux dérivées partielles. L'on cherche alors à construire une suite de problèmes plus simples, que l'on sait résoudre à chaque étape, et telle que la suite des solutions correspondantes converge vers la solution cherchée, soit afin de la calculer, ou tout simplement de montrer son existence ou d'exhiber ses propriétés.

Enfin, il convient de noter que dans ce dernier cas, l'approximation de fonction ne joue pas seulement un rôle à des fins numériques, mais aussi parfois pour poser proprement le problème, car la solution doit être cherchée dans la fermeture pour une certaine norme d'un espace de fonctions régulières. C'est par exemple le cas pour les formulations faibles, qui permettent de donner un sens à certains problèmes de Dirichlet. 
Les méthodes d'approximation de fonctions peuvent parfois recouvrir celles d'interpolation, où il s'agit de « reconstruire » une fonction à partir de la connaissance de celle-ci en un nombre fini de points. Mais il existe des procédures d'interpolation qui donnent des fonctions qui ne convergent pas nécessairement ponctuellement vers la fonction lorsque le nombre de points considérés augmente vers l'infini, comme c'est le cas pour l'interpolation de Lagrange.
D'un autre côté, de nombreuses procédures d'approximation reposent sur une connaissance de la fonction en tout point et non sur un nombre fini de points. C'est le cas pour les approximations construites à partir de suites régularisantes, ou bien en les projetant sur des bases finies de l'espace fonctionnel auquel la fonction appartient (utilisation de polynômes orthogonaux, décomposition en ondelette…).